# Kloster Berching
Das Kloster Berching war eine Franziskaner-Niederlassung in Berching (Bistum Eichstätt).

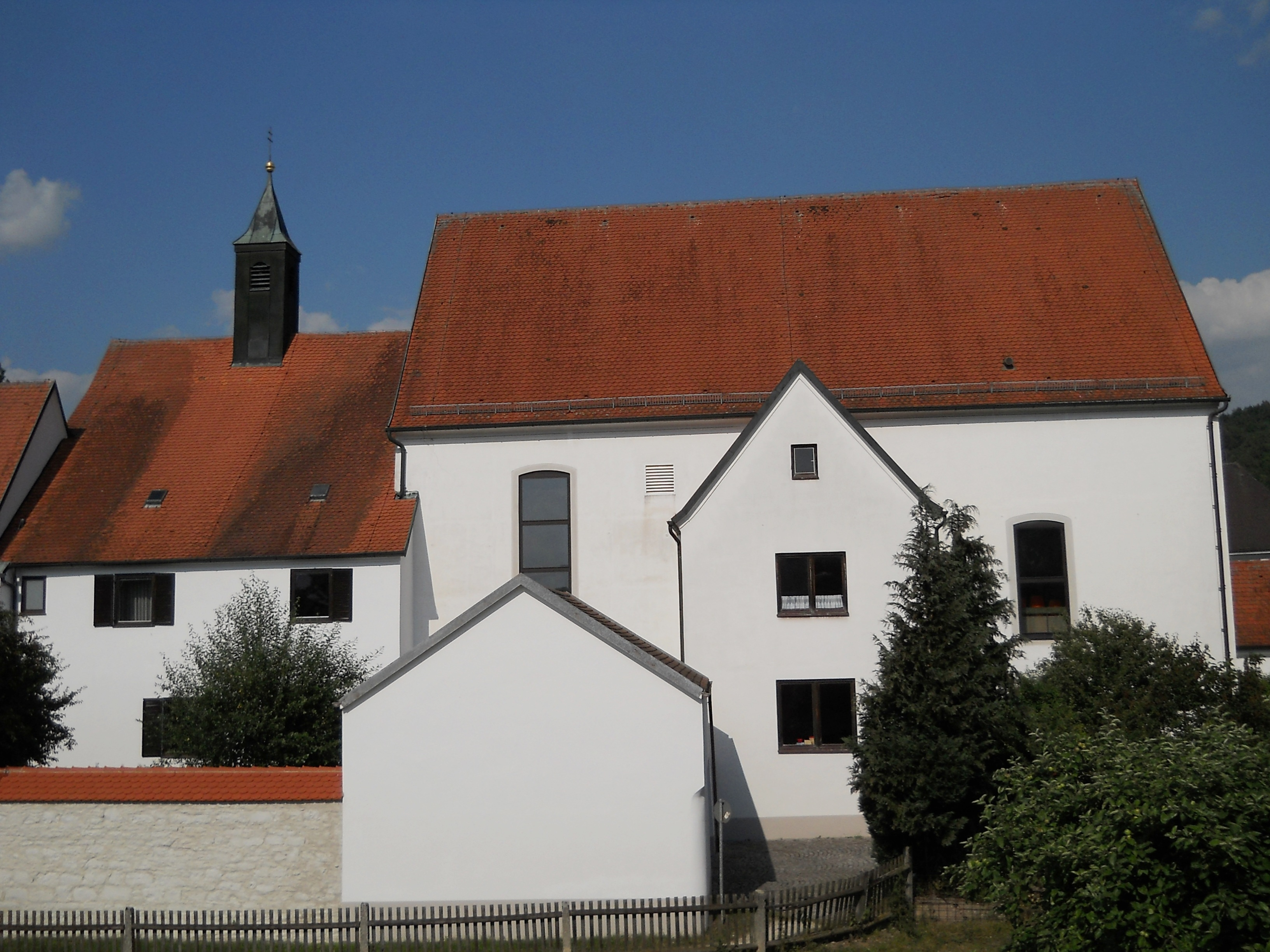
Die profanierte Klosterkirche St. Trinitas

## Geschichte
In Berching stiftete der Weinhändler und Bürgermeister Johann Georg Pettenkhover (Pettenkofer) († um 1740) 1721 ein Kapuziner-Hospitium, das als Kloster samt Klosterkirche St. Trinitas 1738 den Franziskanern überlassen wurde. 
Infolge der Säkularisation in Bayern verließen die Franziskaner am 1. September 1806 das Kloster. Daraufhin bat die Stadt Berching die königliche Regierung, das Kloster als Franziskanerhospitium fortbestehen zu lassen, was bewilligt wurde. Am 22. Dezember 1806 kamen somit vier Franziskanerpatres von Beilngries nach Berching. 1818 verstärkten die zwei letzten Patres des aufgelösten Franziskanerklosters Ellingen den Berchinger Konvent.
1969 verkauften die Franziskaner das Kloster an den Caritasverband der Diözese Eichstätt. Dieser gestaltete das ehemalige Kloster zu einem Altenheim mit Neubau um, das bis 2001 von den Niederbronner Schwestern geleitet wurde.

## Ölbergspiele
1854 bis 1967 fanden in der Klosterkirche Ölbergspiele statt, entweder als reine Andacht oder als Spiel mit einer Engelsfigur. Ab 1929 wurden die Spiele mit lebenden Darstellern aufgeführt. Seit 1982 finden sie in der Pfarrkirche St. Lorenz statt.